# 早瀬俊行
早瀬 俊行（はやせ としゆき、1959年11月11日 - ）は、日本の男性俳優、声優、レポーター。大阪府大阪市出身。身長168cm。MC企画所属。

## 来歴・人物
以前は81プロデュース、TimelyOfficeに所属していた。
花園大学文学部社会福祉学科(当時)卒業学では社会福祉学を専攻。得意なスポーツはハンドボール。また油絵は師事して本格的に学んでいる。

## 出演作品

### テレビドラマ
- ギルティ 悪魔と契約した女
- 恋の時間（旅行会社担当者）
- 週末物語
- 部長刑事
- もどり橋
- 牙狼-GARO- 〜闇を照らす者〜（石崎）

- 牙狼－ＧＡＲＯ　ＡＮＧＥＬ　ＶＯＩＣＥ
- メイちゃんの執事
- モンスターペアレント
- アンフェア
- 恋の時間

- ブスの瞳に恋してる
- ギルティ　悪魔と契約した女
- 花衣夢衣
- DEATH NOTE Ⅱ
- ｅｏ光チャンネル　伊尾家の休日

### 番組ナレーション
- ＭＢＳ　ザ・リ－ダ－
- サンテレビ　ひょうご発信！
- タカラズカ・スカイ・ステ－ジ　ようこそレビュ－の世界へ
- ｅｏ光チャンネル　伝統を現代に施す　京都デニムの挑戦
- スカイＡ　藤田さいき・井上公造のゴルフエッセンス
- 紳助の人間マンダラ（ナレーション）

### CMナレーション
- ＭＩＧＵＳＡ/積水成型
- ソフト９９　ガラコ
- 新日本海フェリー
- ぱしふぃっくびいなす
- ローソン
- メガネの愛眼
- 西日本旅客鉄道
- ＮＴＴドコモ
- イトーヨーカドー
- 全労済
- 三島コ－ポレ－ション

### 映画
- デスノート the Last name（記者）

### 再現ドラマ
- 行列のできる法律相談所
- ＣＨＵＢＯ
- いつみても波瀾万丈

### ＴＶ-ＣＭ・ＶＰ出演
- アメリカンホ－ムダイレクト
- ドクターシーラボ
- 三井住友海上
- 大和証券
- 住友製薬
- ＡＩＧ損保

### テレビレポーター
- おしりあいてれび
- たかじん胸いっぱい

### イベントＭＣ
- ＡＬＶＥＮ　ＰＡＲＴＹ
- 明治安田生命

### 舞台・公演
妹尾和夫プロデュース公演　お向かいは秘密基地
劇団てんこもり公演　わたしのラジオ
劇団てんこもり公演　ハイブリッドセレモニー
さいふうめい公演　ＩＴラプソディ

### テレビアニメ
1999年
- KAIKANフレーズ（男、キヨシ、キャスター、リポーター）

2001年
- 鋼鉄天使くるみ2式（司会者）
- パラッパラッパー（消防士）
- ポケットモンスター（老人、町の人）

2002年
- キックオフ2002

2003年
- DEAR BOYS（織田尋実）

2004年
- 妄想代理人（男）

### ドラマCD
- 銀の雪 降る降る（山岸周一）
- DRAMA CD SAIYUKI（僧）

### 特撮
- 百獣戦隊ガオレンジャー（2001年、ジャグリングオルグの声）